# 391 (magazine)
391 est un magazine littéraire publié en langue espagnole entre 1917 et 1924 et fondé à Barcelone.

## Histoire
La première publication de 391 a lieu en janvier 1917 à Barcelone à l'instigation de Francis Picabia et avec l'aide pour le montage d'Olga Sacharoff, une artiste immigrante géorgienne et un groupe d'artistes réfugiés.
Le nom de la revue dérive de celle d'Alfred Stieglitz, 291, à laquelle Francis Picabia avait contribué. Bien que Picabia fut reconnu d'abord comme un artiste, le contenu de la revue était surtout littéraire, au ton souvent agressif, probablement influencé par Alfred Jarry et Guillaume Apollinaire. On y retrouve cependant des dessins, des illustrations et une typographie non conventionnelle. Man Ray et Marcel Duchamp contribuent régulièrement à la revue. 
À partir de son cinquième numéro, la revue est publiée à New York, puis plus tard à Zurich où elle est associée au mouvement Dada. Elle sera ensuite publiée à Paris jusqu'en 1924 où paraîtra le dernier numéro, le 19e.

## Liste des publications
| Magazine (format PDF) | Numéro | Date de publication | Lieu de publication | Artistes ayant participé au magazine |
| --------------------- | ------ | ------------------- | ------------------- | --- |
|                       | 1      | 25 janvier 1917     | Barcelone           | - Francis Picabia - M. L. - Max Goth - Marie Laurencin - Pharamousse |
|                       | 2      | 10 février 1917     | Barcelone           | - Francis Picabia - Lloyd (?) - Max Jacob - Max Goth - Olga Sacharoff |
|                       | 3      | 1er mars 1917       | Barcelone           | - Francis Picabia - Georges Ribemont-Dessaignes - Max Goth - Gabriële Buffet |
|                       | 4      | 25 mars 1917        | Barcelone           | - Francis Picabia - Marie Laurencin - Max Goth - Guillaume Apollinaire - M. L. - Lloyd (?) - Pharamousse |
|                       | 5      | juin 1917           | New York            | - Francis Picabia - Edgard Varèse - Marius de Zayas - Walter Conrad Arensberg - Albert Gleizes - Max Jacob - Pharamousse |
|                       | 6      | juillet 1917        | New York            | - Francis Picabia - Marcel Duchamp |
|                       | 7      | août 1917           | New York            | - Francis Picabia - Walter Conrad Arensberg - Paul-Emile Bibily - Henry J. Vernot |
|                       | 8      | février 1919        | Zurich              | - Francis Picabia - Gabriële Buffet - Jean Arp - Tristan Tzara - Alice Bailly - Pharmousse |
|                       | 9      | novembre 1919       | Paris               | - Francis Picabia - Tristan Tzara - Georges Ribemont-Dessaignes |
|                       | 10     | décembre 1919       | Paris               | - Francis Picabia - Jean Arp - Guillaume Apollinaire - Tristan Tzara - Georges Ribemont-Dessaignes - Gaston de Pawlowski - Clément Vautel - Henry Asselin - Gabriële Buffet - Albert Gleizes |
|                       | 11     | février 1920        | Paris               | - Francis Picabia - Tristan Tzara - André Breton - Georges Ribemont-Dessaignes - Max Jacob - Pierre Albert-Birot |
|                       | 12     | mars 1920           | Paris               | - Francis Picabia - Paul Éluard - Marcel Duchamp - Georges Ribemont-Dessaignes - Tristan Tzara - Walter Serner - André Breton - Philippe Soupault - Louis Aragon - Paul Dermée - Céline Arnauld - Marguerite Buffet                                                                                               |
|                       | 13     | juillet 1920        | Paris               | - Francis Picabia - Marcel Duchamp - Georges Ribemont-Dessaignes - Tristan Tzara - Man Ray |
|                       | 14     | novembre 1920       | Paris               | - Francis Picabia - Edgard Varèse - Jean Cocteau - Francis Ingres (?) - Tristan Tzara - Walter Serner - Marguerite Buffet - Paul Éluard - Georges Ribemont-Dessaignes - Serge Charchoune - M. B. - Jean Arp - Paul Dermée - Céline Arnauld - Man Ray - Marie de La Hire                                           |
|                       | 15     | 10 juillet 1921     | Paris               | - Francis Picabia - Erik Satie - Clément Pansaers - Funny Guy - Jean Crotti - Ezra Pound - Jean Cocteau - Guillermo de Torre - G. F. (?) - Walter Serner - Marcel Duchamp - Georges Auric - Céline Arnauld - Pierre de Massot - Suzanne Beguin - Edgard Varèse - Gabriële Buffet - Pierre de Massot - Paul Dermée |
|                       | 16     | mai 1924            | Paris               | - Francis Picabia |
|                       | 17     | juin 1924           | Paris               | - Francis Picabia - Robert Desnos - Man Ray - Erik Satie |
|                       | 18     | juillet 1924        | Paris               | - Francis Picabia - Marcel Duchamp - Albert Gleizes - Man Ray - Ezra Pound - Erik Satie - Gabriële Buffet - André Breton - Louis Aragon - Laurence Vail - Pierre de Massot |
|                       | 19     | octobre 1924        | Paris               | - Francis Picabia - E. L. T. Mesens - René Magritte |